# Tour della selezione di rugby a 15 di Oxford e Cambridge 1956
Il  Tour della selezione di rugby a 15 di Oxford e Cambridge 1956 fu una serie di incontri di rugby svoltisi in Argentina, in particolare a Buenos Aires, nel 1956.
Videro protagonista una selezione mista delle università di Oxford e Cambridge, tornata in Argentina dopo la visita del 1948.

## Team

### Giocatori dell'Università di Cambridge
Parteciparono: D. Richards, M. Kershaw, D. Marques, T. Hodgson, A. Herbert,  W. Downey, N. Raffle, W. Evans, A. Mulligan, D. Tarsh e J. Hetherington.

### Giocatori dell'Università di Oxford
Parteciparono: R. Allaway, M. Smith, P. Watson, J. Walker, J. Currie, P. Robbins, J. Reeler, R. Davies, T. Tallon, D. Brace, W. Lawrence, J. Abbot y A. Ramsay.
Aggregato l'arbitro: K. John.

## Risultati
| Arbitro: | K. John |

|  |           |                                                                   |
|  | Marcatori | mete: Robbins, Reeler Lawrence Watson trasf.:Hetherington, Currie |

| Arbitro: | K. John |

|            |           |                                                                                  |
| c.p.: Niño | Marcatori | mete: Herbert Walker, Currie trasf.: Hetherington, Currie 2 c.p.: Hetherington 2 |

| Arbitro: | K. John |

|                                        |           |                                                                |
| mete: Lennon trasf.: Bazán c.p.: Bazán | Marcatori | mete: Watson Kershaw (2) Robbins trasf.: Herbert c.p.: Herbert |

| Arbitro: | Carlos M- Seminario |

|                                                      |           |                                          |
| mete: Hogg, Horan trasf.: Yangüela(2) c.p.: Yangüela | Marcatori | mete: Ramsay trasf.: Currie c.p.: Currie |

| Arbitro: | Artemio Chiesa |

|                          |           |                                    |
| c.p.: Fernandez de Casal | Marcatori | mete: Robbins c.p.: Currie Herbert |

| Arbitro: | K. John |

|                            |           |                                                      |
| c.p.: Fernadez del Casal 2 | Marcatori | mete: Brace Davies 2 trasf.: Currie 2 c.p.: Currie 4 |

| Arbitro: | K. John |

|                                                                     |           |                                      |
| mete: Raimundez trasf.: Fernadez del Casal c.p.: Fernadez del Casal | Marcatori | mete: Hodgson 2 Walker c.p.: Herbert |

| Arbitro: | E. Fornes |

|                |           |                                                                                              |
| c.p.: Ehrman 2 | Marcatori | mete: Hodgson Fallon, Evana Herbert, Mulligan Lawrence trasf.: Herbert 3 Currie c.p.: Currie |

| Arbitro: | Eric Kember |

|  |           |                                                           |
|  | Marcatori | mete: Watson 1 meta tecnica, Lawrence, trasf.: Richards 2 |

| Arbitro: | J. Gutierrez |

|  |           | |
|  | Marcatori | mete: Davies 2 Mulligan Lawrence Richards (2) Watson (2) Hodgson Robinson trasf.: Currie 2 Richards 2 c.p.: Currie 2 |

| Arbitro: | Carlos Seminario |

|                           |           |                                              |
| c.p.: Fernández del Casal | Marcatori | mete: Watson trasf.: Richards c.p.: Richards |

## Torneo a 7
La selezione partecipò anche ad un torneo di Rugby a sette, disputatasi il 9 settembre.
Al torneo parteciparono 16 squadre col meccanismo dell'eliminazione diretta. La squadra "A si aggiudicò il torneo battendo in finale il Pucarà, che aveva eliminato proprio la squadra "B".
Alcuni risultati
| Buenos Aires 9 settembre 1956 | Banco Nacion | 0 – 16 | Oxford e Cambridge "A" |  |

| Buenos Aires 9 settembre 1956 | Pueyrredón | 0 – 16 | Oxford e Cambridge "A" |  |

| Buenos Aires 9 settembre 1956 | San Isidro | 0 – 11 | Oxford e Cambridge "A" |  |

| Buenos Aires 9 settembre 1956 | Pucarà | 16 – 0 | Oxford e Cambridge "B" |  |

| Buenos Aires 9 settembre 1956 | Pucarà | 0 – 16 | Oxford e Cambridge "A" |  |